# Lago Miccosukee
El lago Miccosukee (del inglés: Lake Miccosukee) es un gran lago de pradera pantanoso en el norte del condado de Jefferson, Florida, EE. UU., localizado al este del asentamiento de Miccosukee.

## Características
El lago Miccosukee forma la frontera del norte entre Jefferson y el condado de León. El lago está controlado por una dolina activa localizada en el extremo norte, donde el agua representa la superficie real de la capa acuífera de Florida, ya que los intersticios subterráneos bajo la depresión llegan a la capa acuífera.

## Historia

### Historia anterior
El lago Miccosukee era un lago de pradera natural antes del establecimiento de los caucásicos. Hace miles de años, el lago estaba conectado directamente con el río St Marks por el extremo sur. Hoy, aquella conexión es subterránea y reaparece al exterior en el condado de Wakulla. Las orillas del lago atrajeron a los antiguos paleoindios y los apalaches más tarde. A partir de los años 1830 y hasta 1860 la tierra alrededor del lago acogieron a algunas plantaciones de algodón.

### Historia reciente
El aspecto del lago Miccosukee ha cambiado durante el tiempo, sobre todo con respecto a la cobertura de la superficie del lago con plantas acuáticas. Como el lago Lafayette y el lago Iamonia, en el condado León, este era un lago de pradera. En 1876, un el lago Miccosukee fue obstruido por las planta y fue cubierto por maidencane, monocotiledóneas entre otras. En 1914, se vio una gran cantidad de agua, con una profundidad de 2 a 5 pies. Hacia estaba cubierto de hierba y algunos cefalantos sobre el agua. Fotografías aéreas tomadas entre 1976 y 1988 muestran un lago obstruido por plantas. Sólo el 19.4 % del lago tenía agua al descubierto. 
A finales de los años 1940, la cobertura por planta acuática de la superficie del lago variava ya que la cuenca se vaciaba y llenaba en un ciclo de 10 años. Es un ciclo natural para los lagos de este tipo en Florida del norte como el lago Iamonia y el lago Jackson en el condado de León. Como la vegetación acuática creció cada vez más la superficie del lago fue gradualmente inundada de flora. Una restauración más extensa podría haber creado áreas profundas dentro del lago y futuros hábitats abiertos de agua, pero no se concedieron los permisos del Servicio de Silvicultura para poder quemar los depósitos de estiércol dentro del lago. Se creía que el de los fuegos podría causar accidentes de tráfico sobre la Carretera 90 que cruza el sistema de lago en el sur.
En 1954, un dique de tierra, un vertedero de cemento y una verja fueron construidos alrededor de la dolina para impedir que el lago se secara naturalmente como había hecho en años anteriores como un lago de pradera. En el extremo sur del lago, se construyó un vertedero hidráulico para impedir que se fuera el agua por el sumidero de Lloyd. Entre 1954 y 1988, el lago fue estabilizado que sólo se secó dos veces. La estabilización de nivel del agua acelera el proceso de envejecimiento del lago permitiendo el desarrollo de flora en exceso, sedimentos y el estiércol creado de la flora al morir. A finales de los años 1990 el lago fue casi completamente cubierto por la flora y en esencia ha convertido el lago en una buena marisma para caimanes y aves acuáticas, pero pobre para la pesca deportiva.

### Restauración
En 1999, una fuerte sequía asoló Florida del norte lo que permitió que se secara parte del lago. El lago fue excavado y la mayor parte de la parte inferior fue quemada durante el retiro del agua para deshacerse del estiércol. La restauración aseguralas poblaciones sanas de peces demás especies salvajes. Una restauración adicional podría haber creado áreas más profundas dentro del lago. El Servicio de Silvicultura de Florida no pudo obtener permisos de quema por temor a los accidentes de tráfico que podrían ocurrir en la cercana Carretera estadounidense 90.

## Entretenimiento
El lago Miccosukee proporciona una de las mejores caza al pato en Florida del norte y goza de gran belleza escénica. Aquí está presente una especie en vías de extinción de planta que existe en sólo tres sitios en el mundo. La grosella espinosa Miccosukee (Ribes echinellum) se encuentra en dos sitios de las orillas del lago Miccosukee.
- Datos: Q847617
- Multimedia: Lake Miccosukee / Q847617